# Platypalpus shirozui
Platypalpus shirozui är en tvåvingeart som först beskrevs av Saigusa 1965.  Platypalpus shirozui ingår i släktet Platypalpus och familjen puckeldansflugor.
Artens utbredningsområde är Taiwan. Inga underarter finns listade i Catalogue of Life.